# Christmas in My Heart (Ray Charles)
Christmas in My Heart è una canzone natalizia, interpretata da Ray Charles e facente parte del suo album natalizio The Spirit of Christmas, uscito nel 1985. Il brano (da non confondere con altri omonimi, interpretati da cantanti tra cui The Jets e Sarah Connor) è stato scritto da Rosalyn Winters, Douglas Fraser e Julia Fraser.

## Testo
La canzone esprime la gioia che si prova durante il periodo natalizio e descrive alcune caratteristiche di questi giorni di festa: la slitta di Babbo Natale, bambini che si divertono a giocare, le risate che si fanno.
Si aggiunge poi che il tempo, in questo periodo, sembra fermarsi, e ci si augura, vedendo un altro anno passare, che nel proprio cuore possa essere sempre "Natale".

## Altri album e raccolte in cui compare il brano
- Kohl's Cares for Kids Presents a Ray Charles Christmas - Ray Charles (2006)[5]

## Il brano nella cultura di massa
- Christmas in My Heart fu una delle canzoni natalizie proposte in uno speciale natalizio del programma The Jazz House, andato in onda il 17 dicembre 2014 su BBC Radio Scotland[6]